# Liste der österreichischen Hauptstädte
Die Liste der österreichischen Hauptstädte behandelt alle historischen Hauptstädte Österreichs inklusive der Länder von Österreich-Ungarn.

## HauptstadtÖsterreichs
- Wien
  - 1145–1156 Hauptstadt der Markgrafschaft Österreich (Ostarrichi)
  - 1156–1453 Hauptstadt des Herzogtums Österreich
  - 1453–1861 Hauptstadt des Erzherzogtums Österreich
 Seit dem 15. Jh. gewann Österreich ob der Enns (Oberösterreich) immer mehr an Selbstständigkeit. 1490 wurde Linz zum ersten Mal als Hauptstadt dieses Teils des Erzherzogtums bezeichnet. Staatsrechtlich umstritten blieb es jedoch bis 1861 Teil des gesamten Erzherzogtums.
  - 1861–1918 Hauptstadt des Erzherzogtums Österreich unter der Enns (Niederösterreich)
  - 1804–1867 Reichshauptstadt im Kaisertum Österreich
  - 1867–1918 Reichshauptstadt von Österreich-Ungarn
  - 1918–1919 Hauptstadt der Republik Deutschösterreich
  - 1919–1938 Bundeshauptstadt der Republik Österreich
  - seit 1945 Bundeshauptstadt der Republik Österreich

## Hauptstädte der Länder von Österreich-Ungarn von 1867–1918

### Cisleithanien (Im Reichsrat vertretene Königreiche und Länder)
- Bregenz (Vorarlberg)
- Brünn (Markgrafschaft Mähren)
- Czernowitz (Herzogtum Bukowina)
- Graz (Herzogtum Steiermark)
- Innsbruck (Gefürstete Grafschaft Tirol)
- Klagenfurt (Herzogtum Kärnten)
- Linz (Erzherzogtum Österreich ob der Enns)
- Laibach (Ljubljana) (Herzogtum Krain)
- Lemberg (Königreich Galizien und Lodomerien)
- Prag (Königreich Böhmen)
- Salzburg (Herzogtum Salzburg)
- Triest (Küstenland)
- Troppau (Herzogtum Schlesien)
- Wien (Erzherzogtum Österreich unter der Enns)
- Zadar (Königreich Dalmatien)

### Transleithanien (Länder der heiligen ungarischen Stephanskrone)
- Agram (Zagreb, Zágráb) (Königreich Kroatien und Slawonien)
- Buda (Ofen) (Königreich Ungarn, bis 1873)
- Budapest (Königreich Ungarn, seit 1873)
- Fiume (Rijeka) (Fiume város)

### Sonstige
- Novi Pazar (Sandschak Novi Pazar, 1878–1908 besetzt)
- Sarajevo (Bosnien und Herzegowina, 1878 besetzt, 1908 annektiert und als Kondominium beider Reichsteile Teil Österreich-Ungarns)

## Hauptstädte der Ersten und Zweiten Republik sowie im Deutschen Reich

### Hauptstädte der Bundesländer von 1918–1938
- Bad Sauerbrunn (Burgenland, 1921–25 provisorischer Sitz der Landesregierung)
- Bregenz (Vorarlberg)
- Eisenstadt (Burgenland, seit 1925)
- Graz (Steiermark)
- Innsbruck (Tirol)
- Klagenfurt (Kärnten)
- Linz (Oberösterreich)
- Salzburg (Land Salzburg)
- Wien (Land Wien, seit 1921)
- Wien (Niederösterreich)

### Hauptstädte der Reichsgaue von 1938–1945
- Graz (Steiermark)
- Innsbruck (Tirol-Vorarlberg)
- Klagenfurt (Kärnten)
- Krems (Niederdonau)
- Linz (Oberdonau)
- Salzburg (Reichsgau Salzburg)
- Wien (Reichsgau Wien)

### Hauptstädte der Bundesländer seit 1945
- Bregenz (Vorarlberg)
- Eisenstadt (Burgenland)
- Graz (Steiermark)
- Innsbruck (Tirol)
- Klagenfurt am Wörthersee (Kärnten)
- Linz an der Donau (Oberösterreich)
- Salzburg (Land Salzburg)
- Sankt Pölten (Niederösterreich, seit 1986)
- Wien (Land Wien)
Wien war bis 1986 Hauptstadt von Niederösterreich und bis 1996 noch Sitz der niederösterreichischen Landesregierung.